# Salleh Abas
Tun Mohamed bin Salleh Abas (Besut, 25 de agosto de 1929 -Kuala Terengganu, 16 de enero de 2021) fue un magistrado y político malasio que ejerció como Lord Presidente de la Corte Suprema Federal de Malasia entre 1984 y 1988.
Después de su expulsión, se introdujo en la política y se unió al Partido Semangat 46, de Tengku Razaleigh Hamzah, presentándose como candidato a diputado por un distrito de Kuala Lumpur en las elecciones de 1995, sin resultar electo. Tras la disolución de Semangat 46 al año siguiente, se unió al Partido Islámico Panmalayo (PAS), por el que resultó elegido diputado estatal de Terengganu en las elecciones de 1999, cuando el partido tomó el control del gobierno estatal. En las elecciones de 2004, decidió no presentarse a la reelección debido a su mala salud. En 2008, veinte años después de la crisis, el gobierno de Abdullah Ahmad Badawi le ofreció una indemnización por su despido arbitrario, que él aceptó.

## Primeros años y carrera
Salleh nació en Kampung Raja Besut, en el estado malasio de Terengganu, en 1929, cuando el país era una colonia británica y no estaba unificado. En 1949 viajó al Reino Unido, donde se graduó con un título en leyes de la Universidad de Gales, Aberystwyth. Regresó en 1957, poco antes de la independencia de la Federación Malaya, y comenzó a ejercer en su país como magistrado en Kota Bharu, Kelantan. Poco después de la independencia, fue transferido a la capital nacional de Kuala Lumpur, donde se desempeñó como fiscal adjunto. Luego regresó a Gran Bretaña para obtener una maestría en derecho internacional y constitucional en la Universidad de Londres. Regresó en 1962, y fue nombrado consejero legal estatal y fiscal adjunto de los estados de Negeri Sembilan y Malaca. Regresó a Kuala Lumpur un año después y sirvió en una variedad de puestos dependientes del fiscal general, culminando con un nombramiento como procurador general.

## Presidencia de la Corte Suprema

### Nombramiento y período en el cargo
En 1979, con cincuenta años, Salleh pretendió retirarse, pero el entonces presidente de la Corte Federal, Tun Suffian Hashim, lo convenció de no hacerlo. Salleh fue nombrado juez de la Corte Federal en su lugar, siendo nombrado posteriormente Jefe Judicial en 1982, cuando Suffian se retiró y fue reemplazado por Raja Azlan Shah, príncipe heredero de Perak. Dos años después, el 31 de enero de 1984, el sultán de Perak falleció y Raja Azlan se vio obligado a dimitir de su cargo para sucederlo. De este modo, Salleh asumió el 1 de febrero de 1984 el cargo de Lord Presidente de la Corte Federal.
La llegada de Salleh al liderazgo de la Corte Federal coincidió con un incremento en los poderes judiciales de la misma. El Comité Judicial del Consejo Privado, creado durante la época del dominio británico, podía revisar los fallos de la Corte Federal. Sin embargo, debido a que era considerado una herencia colonial, a partir de 1978 se le retiró su capacidad de apelar en cuanto asuntos penales y constitucionales, y finalmente en 1985 fue abolido por completo al retirársele la potestad de expresarse sobre asuntos civiles. A partir de ese año, la Corte Federal pasó a llamarse Corte Suprema, y se convirtió definitivamente en el tribunal judicial más alto de la nación. Con posterioridad a su despido, Salleh lamentó la abolición del Consejo Privado, alegando que su intervención podría haber evitado la crisis judicial.

### Relación con el gobierno
El gobierno de Mahathir Mohamad, asumido en julio de 1981, tenía una tendencia mucho más autocrática que la de sus predecesores, y el nuevo primer ministro creía firmemente en la supremacía de los poderes ejecutivo y legislativo por encima de la judicatura. Paralelamente, durante el mandato de Salleh como Lord Presidente, la Corte Suprema se mostró cada vez más independiente y comenzó a dar fallos desfavorables para el gobierno. En 1986, los periodistas John Berthelsen y Raphael Pura escribieron una serie de artículos sobre transacciones financieras de dudosa naturaleza ética y legal llevadas a cabo por el ministro de Finanzas Daim Zainuddin. El Asian Wall Street Journal, periódico que los publicó, fue inmediatamente expulsado del país, y Mahathir, en calidad de Ministro del Interior, revocó las licencias periodísticas de Berthelsen y Pura. Sin embargo, la Corte Suprema bajo el liderazgo de Salleh anuló la revocación de los permisos porque no se les había dado a los periodistas afectados la oportunidad de responder a los cargos presentados por el gobierno. Como resultado, la prohibición del Asian Wall Street Journal también fue levantada.
En un caso diferente, el 27 de octubre de 1987, se produjo una oleada de represión durante las protestas de los chinos étnicos por la imposición de profesores que no hablaban mandarín en escuelas chinas, conocida como la "Operación Lalang", siendo violentamente detenido el dirigente del Partido de Acción Democrática, Karpal Singh. A pesar de que la Ley de Seguridad Interna aprobada en 1960 autorizaba al gobierno las detenciones sin juicio, la Corte Suprema ordenó en enero de 1988 la liberación de Karpal, por considerar ciertos tecnicismos en la forma en la que había sido arrestado.
A partir de ese mes, Mahathir comenzó a lanzar ataques acalorados contra la judicatura, declarando a la revista Time en una ocasión: "El poder judicial dice: 'Aunque usted aprobó una ley con cierta cosa en mente, creemos que su mente está equivocada y queremos dar nuestra interpretación'. Si no estamos de acuerdo, los tribunales dirán: "Interpretaremos su desacuerdo". Si nosotros [el gobierno y el Parlamento] aceptamos, vamos a perder nuestro poder legislativo". Mahathir también arremetió contra "ovejas negras [jueces]... que quieren ser... ferozmente independientes", acusándolas de jugar ante la opinión pública. Inmediatamente después de esta última declaración, el gobierno reasignó a varios jueces del Tribunal Superior a diferentes divisiones.

### Caso UMNO 11
En abril de 1987, la Organización Nacional de los Malayos Unidos (UMNO), el partido líder en la coalición gobernante Barisan Nasional, celebró elecciones primarias para sus numerosos cargos. Por primera vez en doce años, el presidente en funciones, Mahathir Mohamad, fue desafiado. Tengku Razaleigh Hamzah fue el candidato del "Equipo B" para la Presidencia, enfrentándose a Mahathir, cuyo grupo fue etiquetado como "Equipo A". Hubo una intensa campaña para ganar el apoyo de los aproximadamente 1.500 delegados de las ramas del partido en todo el país, que elegirían a los cargos de la UMNO. Los partidarios de Razaleigh esperaban que ganara, y en la Asamblea General de la UMNO poco después de que se completara el recuento de votos, corrieron rumores de que Razaleigh tenía la ventaja. Sin embargo, los resultados oficiales declararon a Mahathir el ganador, con 761 votos para el 718 de Razaleigh. El candidato del Equipo A para el vicepresidente, Ghafar Baba, también derrotó a Musa Hitam del Equipo B, y 16 de los 25 asientos del Consejo Supremo de la UMNO también fueron para el Equipo A.
Los partidarios de Razaleigh estaban molestos por las elecciones, e insistieron en que debían haber sido manipuladas. Su enojo fue exacerbado por Mahathir, quien purgó a todos los miembros del Equipo B del Gabinete. Como resultado, doce miembros de UMNO presentaron una demanda en el Tribunal Superior, en busca de una orden judicial para anular los resultados de las elecciones y allanar el camino para nuevas primarias. Los demandantes alegaron que setenta y ocho de los delegados habían sido seleccionados por sucursales no registradas en el Registro de Sociedades, y como resultado no eran elegibles para votar. También alegaron que ciertos documentos relacionados con la elección habían sido "manipulados". Aunque Razaleigh no estaba entre los doce demandantes, se creía que financiaba y coordinaba la demanda.
Más tarde, uno de los doce se retiró del caso, pero los once restantes continuaron presionando. Eventualmente, el Tribunal Superior les dio a las partes un plazo de dos semanas para llegar a un acuerdo extrajudicial. Se formó un "Panel de Unidad" de UMNO para manejar las negociaciones y alcanzar un compromiso. Sin embargo, pronto quedó claro que las diferencias eran insolubles: el Equipo B se conformaría con no menos de una nueva elección, mientras que el Equipo A insistió en que se retirara la demanda y se llegara a una solución que permitiera a algunos miembros del Equipo B para permanecer en el partido. Eventualmente, los once demandantes declararon que buscarían una decisión judicial. El juez Harun Hashim, que estaba escuchando el caso UMNO, fue reasignado poco después de que Mahathir emitiera más declaraciones contra el Poder Judicial. Sin embargo, como el último caso ya estaba en progreso, la transferencia de Harun no tendrá efecto hasta que se cerrara el caso.
Por lo tanto, Harun se vio obligado a hacer un fallo definitivo sobre el caso del "UMNO 11". Aunque la mayoría de las pruebas que presentaron no fueron impugnadas, la defensa de la UMNO argumentó que no se habían agotado todos los recursos posibles dentro de la UMNO. Los demandantes, sin embargo, insistieron en que el hecho de que al menos 30 sucursales no registradas hayan enviado delegados a las elecciones de la UMNO debería haber sido suficiente para anular sus resultados. Al final, Harun desestimó la demanda, citando el Artículo 41 de la Ley de Sociedades de 1966, que establecía que cualquier sociedad se volvería automáticamente "ilegal" si alguna de sus sucursales no estuviese registrada en el Registro de Sociedades. Como resultado, Harun declaró que no tenía más remedio que declarar a la UMNO como "una sociedad ilegal", por lo que "lo sucedió en 1987 fue una nulidad". Harun declaró que su decisión era "En principio para el cumplimiento de la ley común, pero aquí parece que el Parlamento, para garantizar el estricto cumplimiento de la ley, ha hecho que esta disposición parezca dura".
Tan pronto como la decisión se hizo pública, Mahathir aseguró a los miembros de UMNO que, como la decisión se basaba en "tecnicismos" menores, el partido podría restaurarse fácilmente como una sociedad legal. También le recordó al público que esto no amenazaba su condición de primer ministro, ya que solo una moción de censura podría legalmente sacarlo del poder. Dentro de una quincena de la decisión de Harun, Mahathir anunció el registro de UMNO Baru (Nueva UMNO). El liderazgo de UMNO Baru estuvo compuesto casi en su totalidad por miembros del Equipo A, quienes pasaron los siguientes meses transfiriendo los activos de la "antigua" UMNO a UMNO Baru. Los once miembros demandantes del Equipo B persiguieron su caso ante la corte más alta de la nación, la Corte Suprema, que aún buscaba realizar nuevas elecciones para la "antigua" UMNO y que se restablezciera su estatus legal. Sin embargo, su apelación fue rechazada.  Razaleigh luego decidió formar un nuevo partido centrado en el "espíritu de 1946", el año en que se fundó la UMNO. UMNO Baru a su vez decidió que el "Baru" era superfluo, y oficialmente lo descartó de su nombre, en efecto afirmando ser el verdadero sucesor de UMNO en lugar del partido de Razaleigh, que eventualmente se llamaría Partido Semangat 46 (Espíritu del 46).

### Crisis judicial de 1988 y despido
El caso UMNO 11 terminó por convencer al gobierno de Mahathir para tomar acciones directas contra el Poder Judicial. Mahathir presentó varias enmiendas constitucionales al Parlamento, despojando a los tribunales del "poder judicial de la Federación" y otorgándoles solo los poderes judiciales que el Parlamento podría otorgarles. Al justificar las enmiendas, Mahathir declaró: "...los tribunales han decidido que al hacer cumplir la ley están obligados a hacerlo por sus interpretaciones y no por las razones por las cuales el Parlamento formuló estas leyes... últimamente la judicatura había considerado apropiado tocar asuntos que anteriormente se consideraban únicamente dentro de la jurisdicción del ejecutivo". Las acciones de Mohamad fueron vistas como el fin de la independencia judicial en Malasia y fueron condenadas internacionalmente.
Salleh fue de este modo presionado por sus camaradas para responder ante las acciones del gobierno. Salleh decidió convocar a una reunión de los veinte jueces de los Tribunales Supremos y Altos en la capital de Kuala Lumpur. En la reunión, acordaron no responder públicamente a las críticas de Mahathir. En cambio, escribieron una carta confidencial al Yang di-Pertuan Agong (Rey) y los gobernantes malayos, expresando sus agravios. La carta propuesta, que fue aprobada por unanimidad, fue escrita por Salleh Abas. La carta manifestaba la decepción de los jueces "con los diversos comentarios y acusaciones formuladas por el Honorable Primer Ministro contra el poder judicial", pero no exigía que se tomaran medidas específicas, sino que terminaba con una expresión de "esperanza de que todas esas acusaciones infundadas serán detenidas".
El Yang di-Pertuan Agong (jefe de Estado), que también era el Sultán de Johor Iskandar, quien como heredero del trono de Johor había sido procesado por Salleh Abas cuando era Fiscal en 1973 por asalto y condenado a seis meses de prisión, fue quien recibió la misiva. Salleh, que había viajado al extranjero poco después de que se envió la carta, fue convocado por Mahathir a su regreso, el 27 de mayo de 1988. Más tarde, Salleh afirmó que en la reunión, Mahathir lo acusó de parcialidad en el caso UMNO, y exigió su renuncia. Salleh también fue suspendido inmediatamente de su puesto como Lord Presidente. Aunque inicialmente Salleh estuvo de acuerdo, cuando más tarde se le informó que su suspensión sería retroactiva a fin de anular algunas de sus acciones anteriores en casos pendientes, como el caso UMNO, retiró su renuncia el 29 de mayo. Al día siguiente, concedió una entrevista a la BBC, durante la cual anunció que no se retiraría y cuestionó la actitud del gobierno.
Estas acciones desataron un enfrentamiento directo entre Salleh y Mahathir, y el gobierno inició un proceso de remoción contra el magistrado en julio. Salleh fue llevado ante un tribunal convocado por Mahathir por mala conducta. El tribunal fue presidido por Tun Hamid Omar. En respuesta al tribunal, Salleh presentó una demanda en el Tribunal Superior de Kuala Lumpur para impugnar la constitucionalidad del tribunal. Mientras procedía con la demanda, Salleh solicitó una suspensión provisional contra el tribunal hasta el 4 de julio de 1988. La solicitud fue denegada. Más tarde, sin embargo, cinco jueces de la Corte Suprema se reunieron y otorgaron a Salleh una orden interlocutoria contra el tribunal. Al recibir la orden, los abogados de Salleh se dirigieron al Parlamento para presentar al presidente del tribunal la orden interlocutoria. Sin embargo, la puerta que conducía al Parlamento estaba cerrada y el representante de Salleh tuvo que llamar a la policía para garantizarle el paso al Parlamento. Eventualmente, la orden fue presentada al presidente del tribunal.
Poco después, los cinco jueces fueron suspendidos. Los jueces fueron Tan Sri Azmi Kamaruddin, Tan Sri Eusoffe Abdoolcader, Tan Sri Wan Hamzah Mohamed Salleh, Tan Sri Wan Suleiman Pawanteh y Datuk George Seah. Esto efectivamente suspendió el Tribunal Supremo. Con la Corte Suprema suspendida, el desafío a la legalidad del tribunal no pudo ser escuchado. El tribunal luego removió a Salleh de su cargo el 8 de agosto de 1988. Tan Sri Wan Sulaiman y Datuk George Seah también fueron destituidos. Los otros tres jueces fueron reintegrados más tarde.
El despido irregular de Tun Salleh Abas llevó al Consejo del Colegio de Abogados de Malasia a negarse a reconocer al nuevo Lord Presidente. Al mismo tiempo, se enmendó al Constitución Federal y se retiró al Tribunal Supremo el poder judicial.

## Entrada en la política
Después de su despido, el Sultán de Kelantan concedió a Salleh el título de "Darjah Kerabat Yang Amat Dihormati (Al-Yunusi)", el título honorífico más alto concedido por el sultán de Kelantan. Ingresó en la política uniéndose al Partido Semangat 46, fundado por Razaleigh, y se presentó como candidato en las elecciones federales de 1995, disputando la circunscripción de Lembah Pantai, Kuala Lumpur. Aunque resultó abrumadoramente derrotado por Shahrizat Abdul Jalil, del oficialista Barisan Nasional, Salleh logró superar el 30% de los votos y retuvo su depósito. En 1996, Semangat 46 se disolvió y varios de sus partidarios retornaron a la UMNO o se unieron al opositor Partido Islámico Panmalayo (PAS), que fue lo que finalmente hizo Salleh.
Salleh fue presentado como candidato a diputado estatal de Terengganu en las elecciones estatales de 1999. Esta candidatura formaba parte de la política del líder del PAS, Fadzil Noor, de incluir profesionales urbanos respetables ante el público en cargos partidarios o candidaturas de importancia, para aumentar la base del partido por encima de los clérigos conservadores habituales. La coalición Barisan Alternatif (Frente Alternativo), liderada en Terengganu y Kelantan por el PAS, obtuvo la victoria en ambos estados, y Salleh resultó elegido diputado estatal con el 56.20 % de los votos contra el 39.99 % del oficialista Haji Idris Mamat y el 0.73 % del independiente Wan Mohammad Wan Ahmad, asumiendo el 20 de diciembre de 1999, con Abdul Hadi Awang como Menteri Besar (Ministro Principal o Gobernador). En 2004, decidió no presentarse a la reelección debido a su mala salud, y su escaño fue recuperado por el Barisan Nasional, siendo su sucesor Idris Jusoh, quien a su vez sería el nuevo Menteri Besar.

## Vida reciente
Mahathir Mohamad renunció al cargo de primer ministro en octubre de 2003 y eligió a Abdullah Ahmad Badawi como su sucesor. En 2006, la relación entre los dos se endureció notoriamente cuando Mahathir comenzó a criticar las políticas de este último. Fue durante este tiempo cuando se hicieron las primeras llamadas serias para una revisión judicial de la crisis de 1988. Entre los defensores más ruidosos de la revisión estaba el propio Salleh Abas. La administración, sin embargo, desestimó las llamadas. Un ministro del Departamento del Primer Ministro, Nazri Aziz, que era entonces Ministro de Justicia de facto, dijo que no estaba convencido de la necesidad de revisar el caso.
Después de las elecciones federales de 2008, que vieron al BN perder su mayoría de dos tercios, Abdullah reorganizó el gabinete. Pocos días después de su nombramiento, el nuevo ministro de Derecho de facto, Zaid Ibrahim, declaró que el gobierno tenía que disculparse abiertamente por su manejo de la crisis, calificando esto como uno de sus tres objetivos principales: "Ante los ojos del mundo, la crisis debilitó nuestro sistema judicial". Sin embargo, rechazó la idea de la revisión de la decisión: "No estoy sugiriendo que volvamos a abrir el caso, yo estoy diciendo que es evidente para todos, para el mundo, que transgresiones graves fueron cometidas por la administración anterior y yo creo que el primer ministro es lo suficientemente grande y lo suficientemente hombre como para decir que hemos hecho mal a esa gente y que lo lamentamos".
El Consejo del Colegio de Abogados de Malasia elogió estas declaraciones. El Ministro Comercio y Consumo Doméstico recién designado Shahrir Abdul Samad también expresó su apoyo: "El Gobierno ha pedido perdón por tantas otras cosas a las personas, tales como la destrucción prematura de los templos y otros temas, así que, ¿por qué no pedirle perdón a un ex Lord Presidente?".